# Вейнсвілл (Іллінойс)
Вейнсвілл (англ. Waynesville) — селище (англ. village) в США, в окрузі Де-Вітт штату Іллінойс. Населення — 381 особа (2020).

## Географія
Вейнсвілл розташований за координатами 40°14′28″ пн. ш. 89°7′28″ зх. д. / 40.24111° пн. ш. 89.12444° зх. д. (40.241170, -89.124560).  За даними Бюро перепису населення США в 2010 році селище мало площу 0,84 км², уся площа — суходіл.

## Демографія
Згідно з переписом 2010 року, у селищі мешкали 434 особи в 184 домогосподарствах у складі 136 родин. Густота населення становила 519 осіб/км².  Було 206 помешкань (246/км²).
Расовий склад населення:
| - 99,8 % — білих |

До двох чи більше рас належало 0,2 %. Частка іспаномовних становила 0,0 % від усіх жителів.
За віковим діапазоном населення розподілялося таким чином: 21,4 % — особи молодші 18 років, 61,1 % — особи у віці 18—64 років, 17,5 % — особи у віці 65 років та старші. Медіана віку мешканця становила 41,8 року. На 100 осіб жіночої статі у селищі припадало 102,8 чоловіків;  на 100 жінок у віці від 18 років та старших — 97,1 чоловіків також старших 18 років.
Середній дохід на одне домашнє господарство  становив 65 605 доларів США (медіана — 60 375), а середній дохід на одну сім'ю — 74 346 доларів (медіана — 68 500). За межею бідності перебувало 13,8 % осіб, у тому числі 35,3 % дітей у віці до 18 років та 3,4 % осіб у віці 65 років та старших.
Цивільне працевлаштоване населення становило 311 осіб. Основні галузі зайнятості: освіта, охорона здоров'я та соціальна допомога — 22,2 %, роздрібна торгівля — 13,5 %, виробництво — 11,9 %.